# Trial de Sant Llorenç 1970
L'edició de 1970 del Trial de Sant Llorenç fou la 4a d'aquesta prova, organitzada pel Motor Club Terrassa. El trial era la sisena prova del Campionat d'Europa d'aquell any i tingué lloc el 15 de març pels voltants de Sant Llorenç del Munt, amb sortida a Matadepera, Vallès Occidental. Hi participaren 142 pilots, els quals hagueren de superar 25 zones repartides al llarg d'un recorregut que calia completar 2 vegades.
Aquell era el primer any que el Trial de Sant Llorenç puntuava per al Campionat d'Europa, i alhora el primer en què aquest campionat comptava amb una prova a Catalunya. A causa de la importància de l'esdeveniment, TVE en va metre quatre zones en directe, per a la qual cosa calgueren 5 km de cable, ja que aleshores no es disposava de satèl·lits.
D'aquella edició en destacà la victòria espectacular de Mick Andrews (acabà la cursa amb 20 punts menys de penalització que el segon classificat), pilotant el prototipus d'OSSA que estava desenvolupant i amb el qual inicià una llarga etapa de domini d'aquest esport. Poques setmanes després d'aquest trial, Andrews guanyà els Sis Dies d'Escòcia de Trial, la primera de les seves tres victòries seguides amb OSSA en aquella prova.

## Classificació
| Posició | Pilot              | Motocicleta | Punts |
| ------- | ------------------ | ----------- | ----- |
| 1       | Mick Andrews       | OSSA        | 45,2  |
| 2       | Rob Edwards        | Montesa     | 65,2  |
| 3       | Sammy Miller       | Bultaco     | 69,4  |
| 4       | Gordon Farley      | Montesa     | 69,5  |
| 5       | Ignasi Bultó       | Bultaco     | 73,4  |
| 6       | Malcolm Rathmell   | Bultaco     | 73,9  |
| 7       | Benny Sellman      | Montesa     | 80    |
| 8       | Geoff Chandler     | Bultaco     | 82,9  |
| 9       | Jean-Marie Lejeune | Montesa     | 89,3  |
| 10      | Don Smith          | Montesa     | 90,9  |